# Toxicología ocupacional

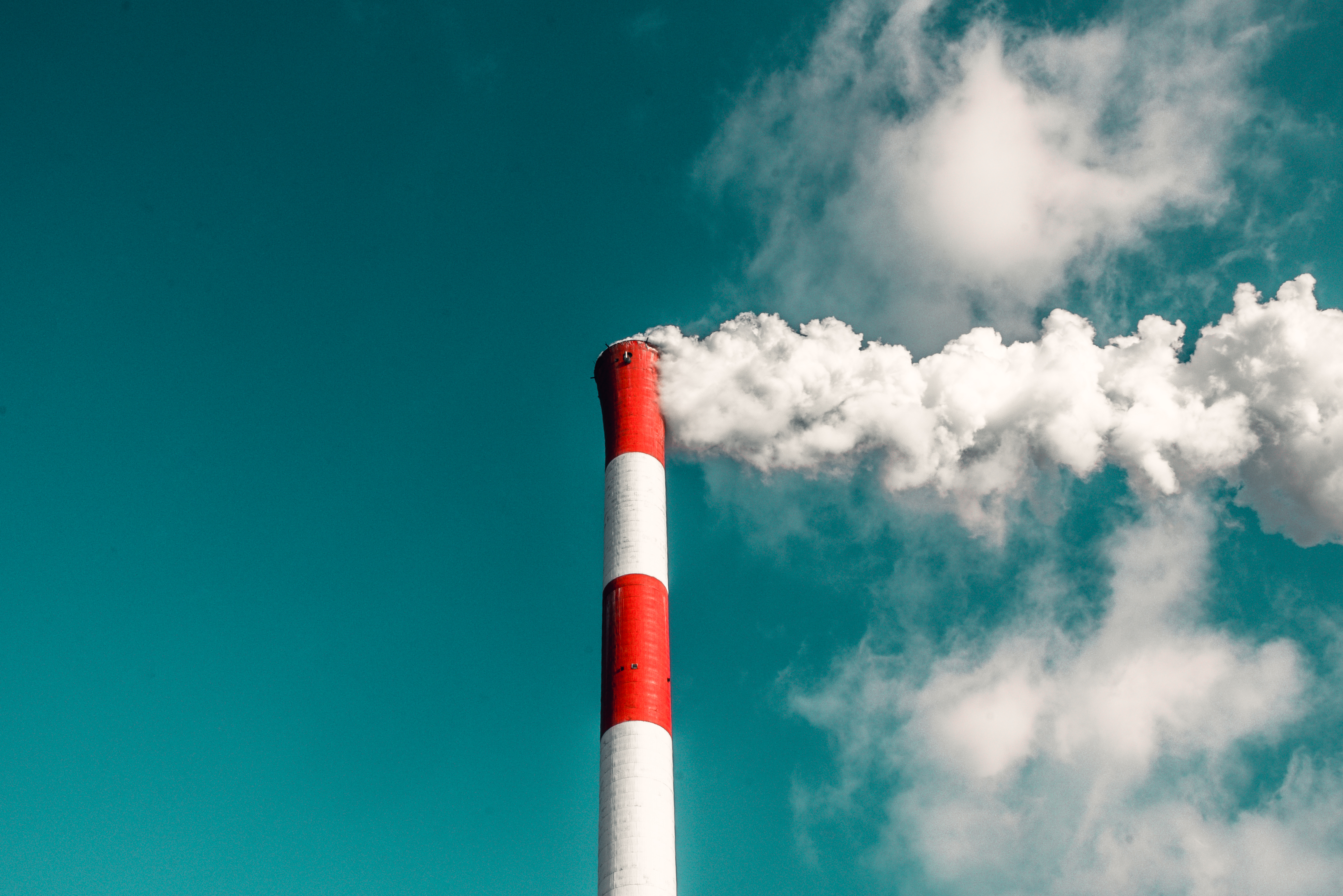
Humos generados en una fábrica

Toxicología ocupacional, también llamada toxicología laboral o industrial, es una rama de la toxicología que analiza los efectos en la salud de los trabajadores expuestos a sustancias químicas peligrosas en su lugar de trabajo.
Es la aplicación de los principios y la metodología de la toxicología para comprender y gestionar los peligros químicos y biológicos encontrados en el trabajo. 
La contaminación del ambiente de trabajo se da por actividades de manipulación, uso, transporte o almacenamiento de materiales que pueden generar o dispersar gases, vapores y partículas en cualquier estado físico en el aire. 
Estas sustancias pueden provocar en los trabajadores enfermedades profesionales u otras alteraciones en su salud, por lo que esta ciencia se ocupa de estudiar los efectos y las alteraciones de las sustancias químicas contaminantes del medio laboral.
El objetivo del toxicólogo ocupacional es prevenir los efectos adversos para la salud de los trabajadores durante su jornada de trabajo. Se deben identificar, analizar y establecer los mecanismos de actuación, estipular medidas de prevención  y de control de la acción de los tóxicos que puedan afectar sobre los trabajadores.
El entorno laboral ha desempeñado un papel importante respecto a la aparición de efectos adversos para la salud humana, debido a los diferentes peligros químicos y biológicos que han ido apareciendo a lo largo de los años.
Para la determinación de niveles de exposición seguros, los especialistas en salud laboral, incluidos toxicólogos, se basan en datos obtenidos de humanos y animales para determinarlos. 
Si los efectos observados en los trabajadores pueden reproducirse en un animal de laboratorio, es posible investigar los mecanismos que razonablemente se puede esperar que produzcan tales efectos. Estas pruebas sobre especies animales, pueden facilitar la búsqueda de formas de evitar que tales efectos ocurran en humanos. También puede ayudar a identificar efectos sutiles o retardados que no se han observado en los trabajadores, pero sobre los cuales se debe alertar a los profesionales de la salud
La formación de este campo se produjo a raíz de la necesidad de proporcionar y garantizar unas cualidades de trabajo óptimas para los trabajadores que garantizara la protección y la eliminación de los riesgos en sus puestos de trabajo.
La magnitud de las enfermedades ocupacionales causadas por sustancias químicas en los puestos de trabajo de las actividades industriales en Estados Unidos, es del orden de entre 50.000 y 70.000 muertes, y 350.000 nuevos casos cada año.

## Origen de la toxicología ocupacional
Los primeros escritos de Ulrich Ellembog (1435–1499), Agricola (1494–1555) y Paracelso (1492–1541) revelaron la naturaleza tóxica de las exposiciones en minería , fundición y metalurgia . Un tratado sistemático de Ramazzini (1633-1714) describió los peligros que se aplicaban a los mineros, químicos, trabajadores del metal, curtidores , farmacéuticos , tamizadores de granos, picapedreros, trabajadores de aguas residuales e incluso portadores de cadáveres.

## Efectos de los tóxicos

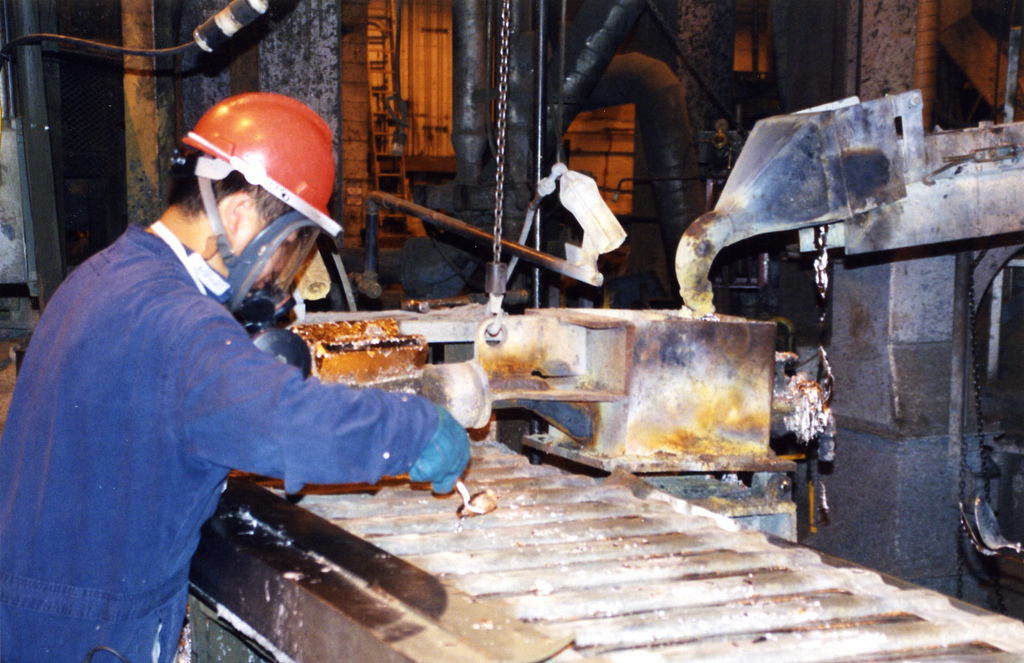
Trabajador del reciclaje de baterías corre un gran riesgo de exposición al plomo.

El efecto que puede llegar a causar un tóxico sobre un trabajador no es igual para todos los casos. Esta respuesta depende de la cantidad y concentración del agente causante, y de la afinidad que presente con el lugar de ataque.
Por otro lado es preciso resaltar que un tóxico ambiental puede llegar a provocar consecuencias negativas sobre el ser humano, dependiendo de factores como la exposición al mismo, o posteriormente que ese tóxico supere las diferentes barreras que su propio organismo interpone para intentar impedir que llegue al receptor de forma activa. Uno de esos impedimentos es la capacidad para disminuir la difusibilidad a través de las membranas celulares o facilitar su excreción. 
En la concentración del agente sobre el receptor activo atacado influyen estos cuatro importantes factores: absorción, distribución, metabolismo y excreción (ADME).
Normalmente existen periodos de latencia entre la exposición a la sustancia tóxica y  la aparición de la enfermedad y los síntomas que esta misma conlleva. Debido a los largos tiempos de exposición de los trabajadores durante su jornada diaria, prolongada en los años de su actividad en la industria, lo más frecuente es encontrar enfermedades crónicas. Son originadas por la exposición durante largos periodos de tiempo a la acción de un tóxico. Puede provocar un desequilibrio entre la absorción y la eliminación de la sustancia externa, que en un determinado momento puede hacerse ver a través de la aparición de diferentes sintomatologías, que puedan concluir en enfermedades profesionales.
En caso opuesto también puede ocasionar enfermedades agudas, derivadas de una exposición corta a la acción del tóxico. En este caso las dosis del tóxico causante suelen ser mucho más elevadas, apareciendo la sintomatología mucho más rápido y pudiendo llegar a provocar la muerte de forma inmediata.

## Principales vías de entrada de los tóxicos
Los tóxicos pueden penetrar en el organismo humano a través de diferentes vías de entrada, donde destacan las siguientes:

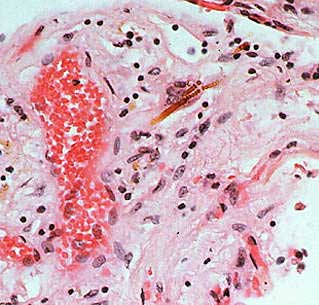
Fibras de asbesto afectando tejido pulmonar

### Vía respiratoria
Es probable que esta sea una de las vías de entrada más importantes en lo que a lo laboral se refiere. Es una de las más peligrosas por lo intensas, rápidas, frecuentes y directas debido a su estrecha relación con el riego sanguíneo. Son muchos los trabajos en los que se generan grandes cantidades de polvo y partículas que quedan suspendidas en el aire del ambiente, y que posteriormente son inaladas por los trabajadores, pasando al tracto respiratorio y posteriormente a los pulmones.

### Vía dérmica
Es la segunda vía más importante ya que se consigue un contacto directo del tóxico con la piel. Aunque la piel esté en contacto con un gran número de tóxicos, una pequeña cantidad de ellos son capaces de atravesar esa barrera. La piel es el órgano más grande del cuerpo. La enfermedad más común que tiene efecto sobre la dermis y la epidermis  es la dermatitis.

### Vía digestiva
Está comprendida por el sistema circulatorio y las mucosidades del sistema respiratorio. Desde el punto de vista laboral no tiene mucha importancia ya que consideraríamos de manera accidental se pudiera ingerir algún tóxico durante las acciones de comer, beber, fumar, etc. Aunque empieza a tener importancia cuando algunos metales tóxicos pasan a formar parte de un polvo tóxico y pueden ser ingeridos.

### Vía mucosa
Las lesiones originadas suelen ser más leves y reversibles. Se suelen provocar daños sobre los tejidos mucosos como son las conjuntivas de los ojos que sufren una irritación.

## Tóxicos laborales
Existen multitud de sustancias tóxicas que pueden estar presente en el entorno laboral, y que por consiguiente pueden afectar a los trabajadores, algunas de las sustancias más comunes en el ámbito ocupacional son las siguientes:

### Amianto

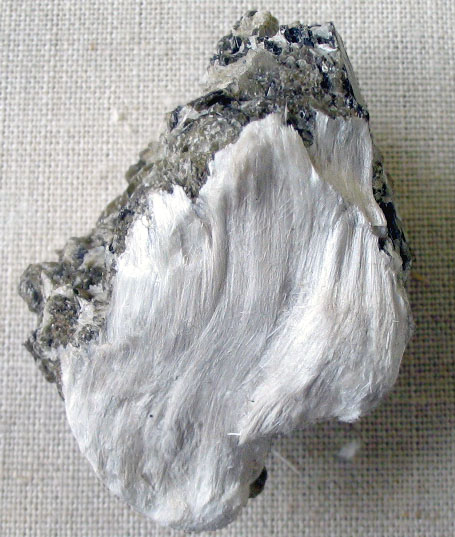
Amianto adherido en moscovita

El amianto es un grupo de minerales fibrosos (amosita, crisotilo, crocidolita y las formas fibrosas de tremolita, actinolita, y antofilita) los cuales se disponen en fibras que no se evaporan en el aire ni se disuelven en el agua.
Ha sido utilizado frecuentemente en la construcción mediante uralita, y es un producto que se observa fácilmente en el sector de la minería y en el sector de la construcción.
Estas fibras pueden ser desplazadas por diferentes medios pudiendo a llegar a los seres humanos por ejemplo ingiriendo agua o por la propia respiración, donde no provoca efectos inmediatos.
No obstante, una exposición prolongada puede provocar enfermedades como la asbestosis o el desarrollo de algunos tipos de cáncer como el pulmonar o el  mesotelioma, un cáncer de la fina membrana que rodea al pulmón y a otros órganos internos.

### Cloruro de vinilo
El cloruro de vinilo es una sustancia gaseosa a temperatura ambiente, incolora, la cual se incendia fácilmente y es inestable a altas temperaturas.
El principal uso del cloruro de vinilo es la fabricación de policloruro de vinilo (PVC), un material ampliamente utilizado.
La vía de entrada más típica del cloruro de vinilo en el organismo es mediante la inhalación de aire, al entrar en nuestro organismo puede provocar efectos tales como mareos, somnolencia, perdidas de conocimiento, e incluso a concentraciones muy altas puede llegar a ser mortal.
A través de la OSHA se regulan los niveles de cloruro de vinilo a los que puede estar expuesto un trabajador, donde la cantidad permitida durante una jornada de 8 horas es de 1 ppm y nunca se pueden superar las 5 ppm en un periodo de 15 minutos.

### Monóxido de carbono
El monóxido de carbono es un gas incoloro no irritante sin olor ni sabor, y lo podemos encontrar en múltiples lugares.
Se produce principalmente debido a una combustión incompleta del carbón y se produce tanto de manera natural como por actividades humanas.
Una exposición a monóxido de carbono puede provocar daños en el corazón, pulmones o el cerebro, pudiendo llegar a provocar la muerte, para evitar estos daños los niveles máximos de monóxido de carbono que puede soportar un trabajador, se sitúan en 55 mg/m3 (50 ppmv) para el aire promediado durante una jornada de 8 horas diarias.

### Plomo y derivados

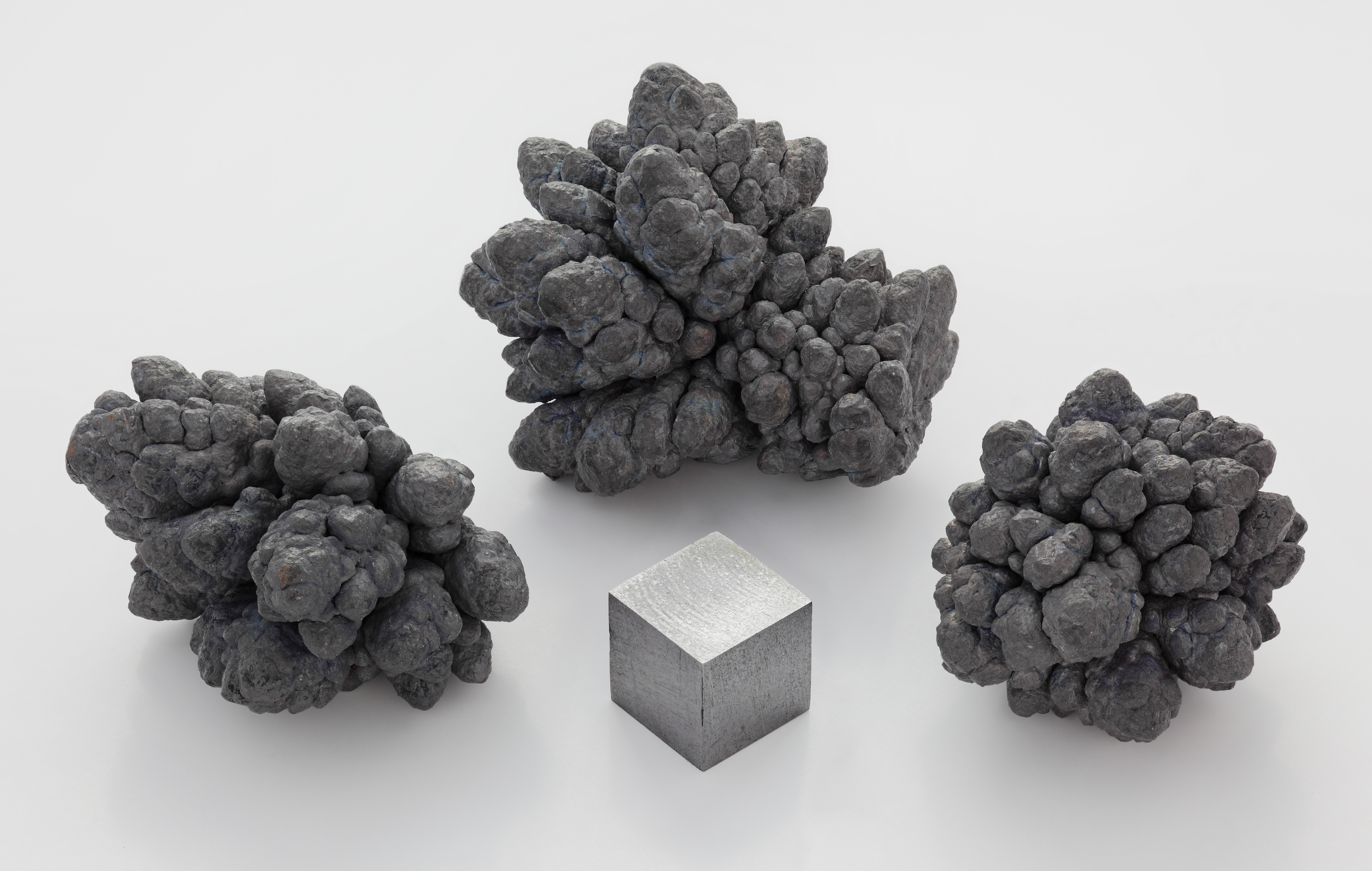
Plomo en estado sólido

El plomo es un metal pesado gris-azulado que podemos encontrar en la corteza terrestre a través de minerales como la galena.
Es una sustancia ampliamente distribuida en el ambiente, donde la mayor parte procede de industrias mineras, combustibles fósiles y diferentes industrias.
El plomo es una sustancia que puede afectar a casi todos los órganos y sistemas en el cuerpo pudiendo llegar a ser mortal en altas concentraciones, el más sensible es el sistema nervioso donde una exposición al plomo puede afectarle de una manera más incidente.
Las normas de la OSHA limitan la concentración de plomo en el aire del lugar de trabajo a 50 µg/m3 durante una jornada laboral de 8 horas. Además, cabe destacar que, si un trabajador posee una concentración de plomo en la sangre de 50 µg/dL o más, se debe remover al trabajador de su área de trabajo convencional para evitar una continua exposición al tóxico.

### Disolventes orgánicos
Los disolventes orgánicos son compuestos orgánicos volátiles que se utilizan solos o en combinación con otros agentes, para disolver materias primas, productos o materiales residuales, como agente de limpieza entre otros usos.
Son productos ampliamente utilizados en diferentes industrias como pueden ser la industria química, papelera, cosmética, siderúrgica etc.
Estas sustancias son bastante peligrosas debido a sus características especiales, por un lado son volátiles lo que provocan que se evaporen rápidamente en el aire y puedan ser inhaladas por el organismo.
Otra característica es su liposolubilidad, la cual hace que se adhieran a tejidos grasos y no se disuelvan en el agua, pudiendo provocar una alta toxicidad en diferentes órganos donde se puede acumular.

### Ácido fluorhídrico
El ácido fluorhídrico es un líquido incoloro con un olor fuerte e irritante, que se utiliza con frecuencia en la industria, por ello, muchas empresas comunican accidentes provocados debido a esta sustancia.
Las vías de exposición más comunes en el ácido fluorhídrico son por ingestión, inhalación o contacto con la piel o los ojos, de todas ellas la inhalación es la vía más importante de exposición.
Los accidentes más típicos son los debidos a la exposición de esta sustancia a la piel o por ingestión. “En contacto con la piel puede causar graves quemaduras que incluso pueden poner en peligro la vida de la víctima ya que pueden producir acidosis metabólica, intoxicación por flúor y arritmias ventriculares”

## Legislación y vigilancia de la salud de los trabajadores
Son múltiples los organismos que regulan el uso de sustancias que pueden ser tóxicas para los trabajadores y se establecen diferentes valor límites de exposición dependiendo del organismo, del tiempo de exposición, del tipo de sustancia o del propio trabajo.
A nivel europeo, el Parlamento Europeo aprobó en el año 2006 el conocido como Reglamento REACH (Registro, Evaluación, Autorización y Restricción de sustancias y mezclas químicas) mediante el cual se marca un sistema de seguimiento sobre las sustancias químicas, obligando tanto a fabricantes como a consumidores de estas sustancias a demostrar que pueden manejar las mismas de manera segura.
La vigilancia de la salud de los trabajadores es un requisito que se debe cumplir si se quiere trabajar con un agente químico peligroso cuando así esté establecido en una disposición legal, como puede ser el Real Decreto 374/2001 (Anexo II).
Se deben establecer para cada sustancia que pueda dañar la salud de los trabajadores unos valores de exposición máximos los cuales serán revisado periódicamente, en España estos valores vienen determinados por el Instituto Nacional de Seguridad y Salud en el Trabajo, perteneciente al ministerio de trabajo y economía social.
Por otra parte, El Ministerio de Sanidad y Consumo tiene protocolos de vigilancia sanitaria (enlace roto disponible en Internet Archive; véase el historial, la primera versión y la última). específica para ciertas sustancias debido a su peligrosidad y sus características singulares.